# Elatostema viridissimum
Elatostema viridissimum là loài thực vật có hoa trong họ Tầm ma. Loài này được Rech. mô tả khoa học đầu tiên năm 1908.